# Coteaux-de-l’Aubance

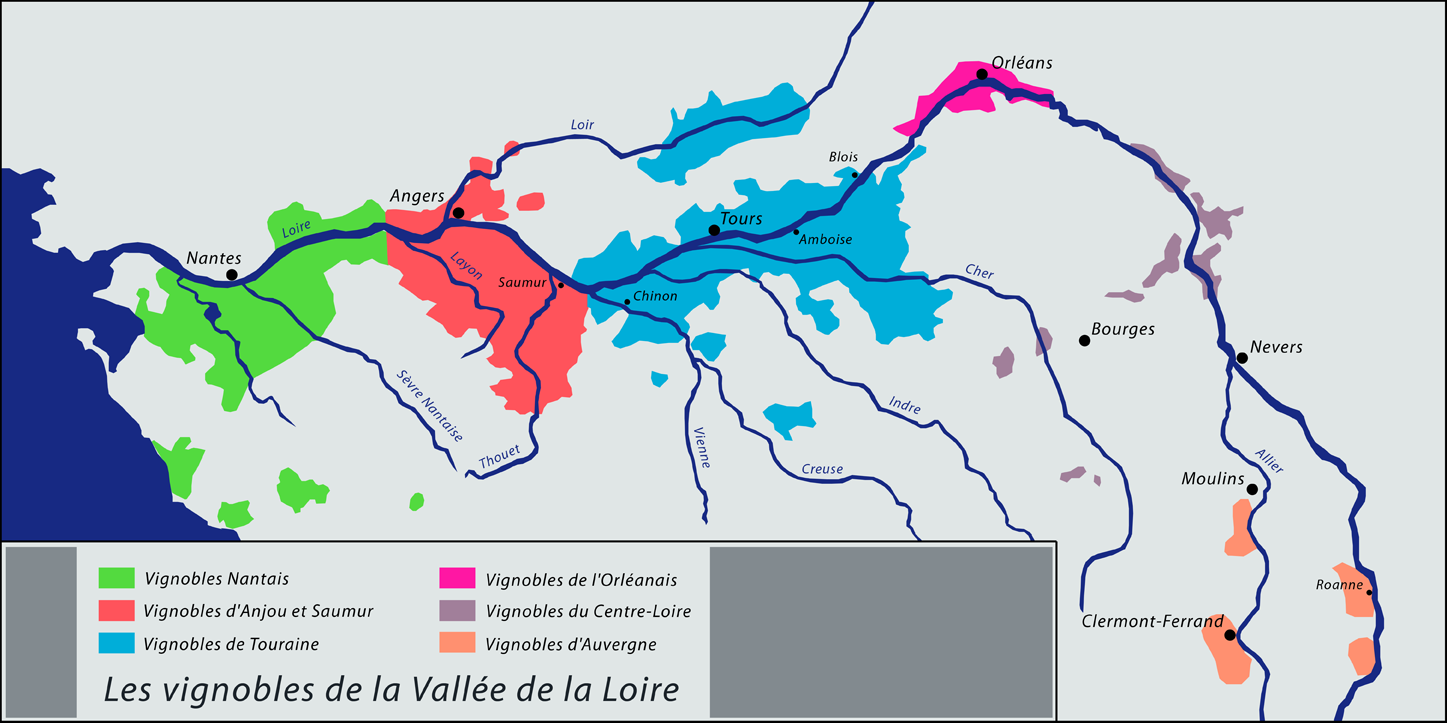
Überblick der Weinbauregionen der Loire. Coteaux-de-l’Aubance gehört zur Region Anjou (rötlich gefärbert Bereich bei Angers) und liegt am Fluss Aubance.

Das Weinbaugebiet Coteaux de l’Aubance liegt innerhalb des Anjou und ist somit Teil der Weinbauregion Loire. In dieser Appellation entstehen ausschließlich leicht fruchtige Süßweine. Die Zone verfügt seit dem 18. Februar 1950 (Dekret zuletzt abgeändert am 12. Februar 2003 und am 7. Oktober 2003) über den Status einer Appellation d’Origine Contrôlée (kurz AOC). Das Gebiet verfügt über eine Rebfläche von 170 Hektar und liegt ca. 20 km südwestlich von Angers. Die Rebflächen liegen in Hanglagen der zehn Gemeinden Brissac-Quincé, Denée, Juigné-sur-Loire, Mozé-sur-Louet, Murs-Erigné, Saint-Jean-des-Mauvrets, Saint-Melaine-sur-Aubance, Saint-Saturnin-sur-Loire, Soulaines-sur-Aubance und Vauchrétien entlang des Flusses Aubance. Das Gebiet verläuft praktisch parallel zum Weinbaugebiet Coteaux-du-Layon. Die Rotweine dieses Gebiets werden unter dem Namen Anjou-Villages-Brissac vermarktet.
Der Weißwein wird zu 100 % aus der Rebsorte Chenin Blanc, die hier Pineau de la Loire genannt wird, gekeltert. An der Aubance bildet sich im besten Fall im Herbst Nebel, der einen Befall der Beeren mit Botrytis cinerea begünstigt und zu Edelfäule führt. Die Beeren müssen manuell in mehreren Erntegängen eingeholt werden. Der Ertrag ist auf maximal 35 Hektoliter pro Hektar festgelegt. Dieser Aufwand hat seinen Preis. Eine Flasche kostet im Normalfall zwischen zehn und 15 Euro pro Flasche. Spezielle Auslesen können auch mehr als 20 Euro (Stand 2008) kosten.
Die Weine dürfen seit dem Jahr 2002 mit der Qualitätsbezeichnung Beerenauslese (sélection de grains nobles) versehen werden, wenn der Zuckergehalt in der Maische über 294 Gramm pro Liter beträgt. Im Normalfall sind auf jeden Fall 230 Gramm für einen einfachen Coteaux de l’Aubance gefordert. (→ Mostgewicht)
Die Coteaux-de-l’Aubance-Weine haben eine gute Lagerfähigkeit. Gute Jahrgänge können bedenkenlos fünf bis acht Jahre im Keller lagern, beste Jahrgänge haben eine Lebenserwartung von bis zu 20 Jahren. Die Weine sollten bei einer Trinktemperatur von sechs bis acht °C getrunken werden.